# خیابان گوته

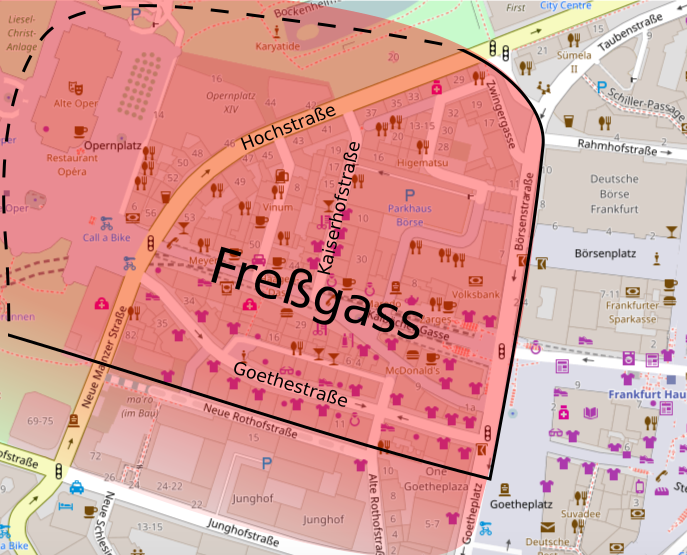

خیابان گوته (به آلمانی: Goethestraße) یک خیابان با مراکز خرید مجلل است که در مرکز شهر فرانکفورت در آلمان واقع است. این خیابان در حدفاصل سال‌های ۱۸۹۲ تا ۱۸۹۴ ساخته شده‌است.